# Phygadeuon quadriceps
Phygadeuon quadriceps är en stekelart som först beskrevs av William Harris Ashmead 1902.  Phygadeuon quadriceps ingår i släktet Phygadeuon och familjen brokparasitsteklar. Inga underarter finns listade i Catalogue of Life.